# Greta Lee

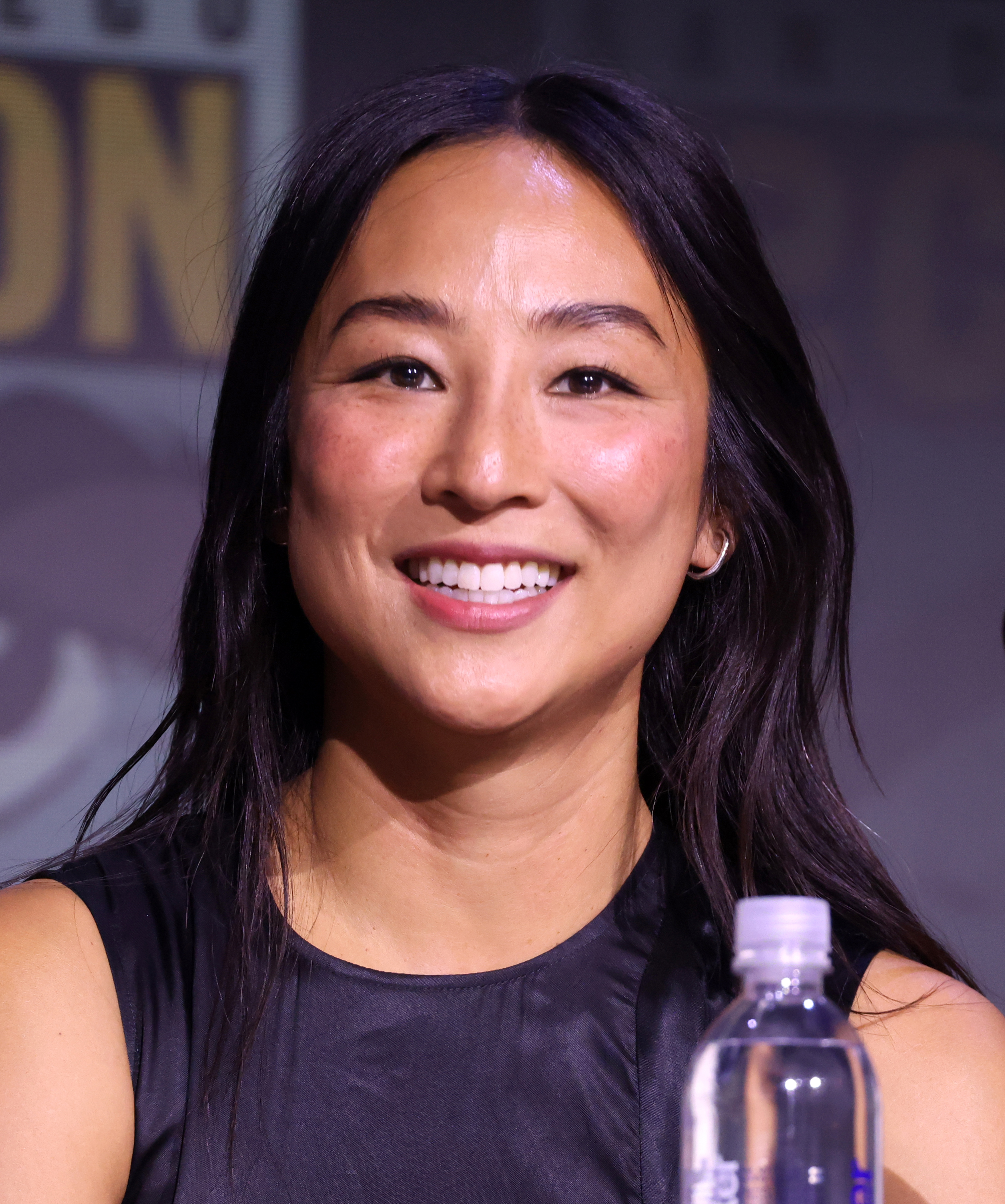
Greta Lee (2025)

Greta Lee (* 1982 oder 1983 in Los Angeles, Kalifornien) ist eine US-amerikanische Schauspielerin mit koreanischen Wurzeln.

## Leben
Lee wurde in Los Angeles als Tochter koreanischer Immigranten geboren. Ihre Eltern waren sehr stark in der koreanischen Gemeinde in Los Angeles involviert und als Kind besuchte Lee regelmäßig ein Feriencamp für Jugendliche koreanischer Abstammung. Während ihrer Schulzeit auf der Harvard-Westlake School begann sie sich für die darstellenden Künste zu interessieren und entschloss sich Theater zu studieren. Nach einem Studium mit Hauptfach Theater an der Northwestern University zog sie nach New York, um dort als Schauspielerin zu arbeiten.
In New York stand Lee zunächst auf der Bühne und war gelegentlichen kleinen Nebenrollen im Fernsehen zu sehen. Seit 2012 tritt sie auch in prominenteren Nebenrollen diverser Serien auf, darunter Nurse Jackie, Girls, New Girl, Wayward Pines, The Good Fight, Matrjoschka und The Morning Show.
Lee war 2023 in einer Hauptrolle in dem englisch- und koreanischsprachigen Beziehungsdrama Past Lives – In einem anderen Leben von Celine Song zu sehen. Der Film feierte auf dem Sundance Film Festival 2023 Premiere, lief im Wettbewerbsprogramm der Berlinale und wurde von der Kritik sehr positiv aufgenommen. Für den Part der Nora wurde der Schauspielerin 2023/24 Nominierungen für zahlreiche Filmpreise zuteil, darunter für den Golden Globe Award, Critics’ Choice Movie Award, Independent Spirit Award, London Critics’ Circle Film Award, Gotham Award und Satellite Award. Im Sommer 2024 wurde Lee Mitglied der Academy of Motion Picture Arts and Sciences.
Lee ist mit dem Comedy-Autor Russ Armstrong verheiratet, von dem sie zwei Söhne hat. Während der COVID-19-Pandemie zog das Paar zurück nach Los Angeles.

## Filmografie (Auswahl)
- 2012: Hello I Must Be Going
- 2012–2013: High Maintenance (Fernsehserie, 2 Folgen)
- 2012–2013: Nurse Jackie (Fernsehserie, 3 Folgen)
- 2013: HairBrained
- 2013–2014: Girls (Fernsehserie, 4 Folgen)
- 2013–2015: Inside Amy Schumer (Fernsehserie, 9 Folgen)
- 2014–2015: New Girl (Fernsehserie, 5 Folgen)
- 2014: Old Soul (Fernsehfilm)
- 2014: The Cobbler
- 2015–2016: Wayward Pines (Fernsehserie, 5 Folgen)
- 2015: Sisters
- 2015: Sharing (Fernsehfilm)
- 2016: Money Monster
- 2016–2018: High Maintenance (Fernsehserie (Remake), 2 Folgen)
- 2016–2017: Chance (Fernsehserie, 14 Folgen)
- 2017: Broad City (Fernsehserie, 1 Folge)
- 2017: Fits and Starts
- 2017: Gemini
- 2017: Pottersville
- 2017–2018: The Good Fight (Fernsehserie, 2 Folgen)
- 2018: In a Relationship
- 2018: Spider-Man: A New Universe (Spider-Man: Into the Spiderverse, Stimme)
- seit 2019: Matrjoschka (Russian Doll, Fernsehserie, 14 Folgen)
- 2019: The Other Two (Fernsehserie, 1 Folge)
- 2020: What We Do in the Shadows (Fernsehserie, 1 Folge)
- 2020: The Twilight Zone (Fernsehserie, 1 Folge)
- 2020: Miracle Workers (Fernsehserie, 2 Folgen)
- seit 2021: The Morning Show (Fernsehserie, 20 Folgen)
- 2021: Rumble (Stimme)
- 2021–2022: HouseBroken (Fernsehserie, 24 Folgen)
- 2023: Past Lives – In einem anderen Leben (Past Lives)
- 2023: Spider-Man: Across the Spider-Verse (Stimme)
- 2025: The Studio (Fernsehserie, 1 Folge)

## Auszeichnungen (Auswahl)
- 2023: Lobende Erwähnung des Film Fests Gent für Past Lives
- 2023: Hollywood Critics Association Midseason Award für Past Lives (Beste Hauptdarstellerin)
- 2023: Jurypreis des Internationalen Filmfestivals von Sonoma für Past Lives
- 2024: Golden-Globe-Nominierung für Past Lives (Beste Hauptdarstellerin – Drama)
- 2024: Virtuoso Award des Internationalen Filmfestivals von Santa Barbara für Past Lives